# Bäcker-Kunstmühle
Die Bäcker-Kunstmühle war eine Getreidemühle am Auer Mühlbach in München.

## Lage
Die Bäcker-Kunstmühle lag in dem Münchener Stadtteil Untergiesing am Auer Mühlbach, am Fuß des Isarhochufers an der Stelle, an der sich oberhalb des Hochufers das Stadion an der Grünwalder Straße befindet. Heute stehen an dieser Stelle ein Ärztezentrum und das Kraftwerk Bäckermühle zwischen einer Schleife der Candidstraße, die hier den Isarhang hinaufführt, und der Candidbrücke, die nördlich des Geländes über den Auer Mühlbach führt und dann in den Candidtunnel übergeht.

## Geschichte
An dieser Stelle stand schon im 10. Jahrhundert eine Mühle, die 957 erstmals in einer Urkunde erwähnt wurde und damit die erste urkundlich erwähnte Mühle auf dem Gebiet des heutigen Münchens war. 
1853 wurde die Konzession erteilt, die Mühle in eine Kunstmühle umzubauen, 1883 wurde die Mühle zur zweitgrößten Mühle Münchens nach der Tivoli-Mühle am Englischen Garten umgebaut. Weil die Mühle ab 1894 der Münchner Bäckerinnung gehörte, wurde sie „Bäcker-Kunstmühle“ genannt. Anfang der 1970er Jahre wurde die Mühle abgerissen.
1987/88 entstand auf einem Teil des Geländes der abgerissenen Kunstmühle das Wasser-Kraftwerk Bäckermühle.